# De finibus bonorum et malorum
De finibus bonorum et malorum ('Aangaande de grenzen van goed en kwaad') is een filosofisch werk uit 45 v.Chr., waarin Marcus Tullius Cicero in vijf boeken de leer uiteenzet en beoordeelt, van drie Atheense, filosofische scholen die hij kende uit zijn studietijd in Athene. Hij schreef het werk in dialoogvorm en droeg het op aan Marcus Iunius Brutus, die niet veel later Caesar zou vermoorden. Samen met het kort daarna door Cicero geschreven Tusculanae disputationes, is het werk een waardevolle bron voor de Romeinse receptie van, en de huidige kennis van, de Griekse filosofie.

## Inhoud
In de eerste twee boeken behandelt Cicero De Grieks-filosofische stroming van het epicurisme. Hij voert zichzelf hierbij sprekend op in fictieve gesprekken met L. Manlius Torquatus en C. Valerius Triarius, twee gecultiveerde vrienden die eerder voorkwamen in zijn Brutus, en die in de Romeinse burgeroorlog waren omgekomen. Hun gesprek vindt plaats in 50 v.Chr., in Cicero's villa in Cumae. De gastheer toont zich kritisch jegens de epicuristische filosofie.
De Grieks-filosofische stroming van de Stoa komt aan bod in het derde en vierde boek, dat zich afspeelt in 52 v.Chr., in de villa van Lucullus te Tusculum. Ten behoeve van Lucullus' zoontje, dat nog geen twaalf jaar is, bespreken Cicero en Cato de Jongere de stoïcijnse filosofie. Ook hier kan Cicero niet volledig meegaan in de visie van Cato op deugd en rede.
De voorkeurstroming van Cicero komt aan bod in de gesprekken in het vijfde boek, die zich afspelen in 79 v.Chr., in het bos van Akademos te Athene. Cicero is daar naartoe gereisd met de oude Pupius Piso, zijn vriend Atticus, zijn broer Quintus en zijn neef Lucius. De hoofdspreker Piso zet de academische leer uiteen zoals Cicero die had geleerd bij Antiochus van Ascalon, iemand die stoïcijnse en aristotelische invloeden integreerde. Na wat detailkritiek verklaart Cicero zich akkoord.

## Nederlandse vertaling
- Marcus Tullius Cicero, De horizon van wel en wee, vertaald, ingeleid en van aantekeningen voorzien door Joan van der Linden, 1982. ISBN 9789026305603